# ベタニン
ベタニン(Betanin)は、テーブルビートに含まれる赤色配糖体色素である。加水分解でグルコース分子を除去したアグリコンは、ベタニジンという。食品添加物としのE番号は、E162である。光、熱、酸素に晒されると分解するため、冷凍食品、乾燥食品や賞味期限の短い食品に対して用いられる。糖の含量の多い食品に含まれる時は、パスチャライゼーションに耐えることができる。酸素への感受性は、含水率が高い時や、鉄や銅等の金属カチオンを含む時に最も高い。アスコルビン酸等の抗酸化物質や金属イオン封鎖剤は、このプロセスを遅らせる。乾燥状態では、酸素に対して安定する。
ベタニンの色は、pHに依存する。4から5でさ明るい青みがかった赤色で、pHの増加とともに青紫色になる。pHがアルカリ領域に達すると、ベタニンは加水分解され、黄茶色になる。
ベタニンはイソベタニン、プロベタニン、ネオベタニンとともにベタレイン系色素である。ビートに含まれる他の色素には、インディカキサンチンやブルガキサンチンがある。

## 源と利用
ベタニンは、ビートジュースから抽出される。赤色のビートに含まれるベタニンの量は、300-600 mg/kgにも達する。ベタニンやその他のベタレインを含む食品としては、オプンティア、フダンソウ、アマランサス等である。
ベタニンの主要な用途は、アイスクリーム、粉末飲料等の着色であり、他にフォンダン等の菓子にも用いられる。スープやトマト製品、ベーコン製品にも用いられる。ベタニンは、「着色料として使っても食物アレルギーは起こさない」とされている。
肉やソーセージの着色にも用いられる。